# W Series 2022
Die W Series 2022 war die dritte Saison der Automobilrennserie W Series. Sie begann am 7. Mai in Miami und sollte am 30. Oktober in Mexiko-Stadt enden. Jedoch musste die Saison nach dem Rennen in Singapur abgebrochen werden. Grund hierfür waren finanzielle Probleme. Siegerin wurde wie schon im Vorjahr die Britin Jamie Chadwick. Die Rennserie wurde im Rahmen der Formel 1 ausgetragen.

## Saisonabbruch
Nachdem es bereits im Rahmen des Großen Preises von Singapur Gerüchte über mögliche finanzielle Probleme gegeben hatte, wurde am 11. Oktober offiziell das vorzeitige Saisonende verkündet. Die drei noch ausstehenden Rennen in Mexiko-Stadt und Austin finden nicht mehr statt. Als Grund wurde der Rückzug eines Investors angegeben. Von Seiten der W Series wurde verkündet, dies sei geschehen, um die W Series langfristig zu sichern, insbesondere für 2023. Da die erforderliche Anzahl von mindestens sieben Rennen erfüllt wurde, ging der Titel zum dritten Mal an Jamie Chadwick mit 50 Punkten Vorsprung vor Beitske Visser und 57 Punkten Vorsprung vor Alice Powell.
Laut W-Series-Direktorin Catherine Bond Muir soll es großes Interesse bei möglichen Sponsoren geben, jedoch hätten aufgrund einzuhaltender Fristen die noch ausstehenden Rennen abgesagt werden müssen. Die Fahrerinnen sollen ihre Preisgelder (500.000 US-Dollar für die Titelgewinnerin, 1 Million USD verteilt auf die übrigen Fahrerinnen) erhalten und auch in Zukunft fahren können, ohne ihre Kosten selbst finanzieren zu müssen.

## Starterfeld
Folgende Fahrerinnen gingen im Laufe der Saison an den Start. Alle Teams und Fahrer verwendeten das Tatuus-F3-T-318-Chassis, einen Alfa-Romeo-1750-TBi-Turbomotor von Alfa-Romeo-Autotecnica und Reifen von Hankook. Für die Läufe in Barcelona und Suzuka werden Tatuus–Toyota FT-60-Wagen vom Organisator der Toyota Racing Series zur Verfügung gestellt. Alle Autos werden von Fine Moments betrieben und betreut; die Teams dienen lediglich dem Sponsoring und der Identifizierung.
| Nr. | Fahrerin          | Team                                     | Status | Rennwochenende |
| --- | ----------------- | ---------------------------------------- | ------ | -------------- |
| 4   | Emely de Heus     | Sirin Racing                             |        | alle           |
| 95  | Beitske Visser    | Sirin Racing                             |        | alle           |
| 5   | Fabienne Wohlwend | CortDAO W Series Team                    |        | alle           |
| 19  | Marta García      | CortDAO W Series Team                    |        | alle           |
| 7   | Emma Kimiläinen   | Puma W Series Team                       |        | alle           |
| 63  | Tereza Bábíčková  | Puma W Series Team                       |        | 1–6            |
| 17  | Ayla Ågren        | Puma W Series Team                       | R      | 7              |
| 8   | Chloe Chambers    | Jenner Racing                            |        | alle           |
| 55  | Jamie Chadwick    | Jenner Racing                            |        | alle           |
| 9   | Bianca Bustamante | W Series Academy                         |        | alle           |
| 10  | Juju Noda         | W Series Academy                         |        | alle           |
| 21  | Jessica Hawkins   | Click2Drive Bristol Street Motors Racing |        | alle           |
| 27  | Alice Powell      | Click2Drive Bristol Street Motors Racing |        | alle           |
| 22  | Belén García      | Quantfury W Series Team                  |        | alle           |
| 32  | Nerea Martí       | Quantfury W Series Team                  |        | alle           |
| 26  | Sarah Moore       | Scuderia W                               |        | alle           |
| 44  | Abbie Eaton       | Scuderia W                               |        | alle           |
| 49  | Abbi Pulling      | Racing X                                 |        | alle           |
| 97  | Bruna Tomaselli   | Racing X                                 |        | alle           |

| Symbol | Bedeutung      |
| ------ | -------------- |
| R      | Ersatzfahrerin |

Anmerkungen
1. ↑  Fabienne Wohlwend ist liechtensteinische Staatsbürgerin und startet mit einer Schweizer Rennlizenz
2. 1 2  Aufgrund einer Wirbelsäulenverletzung wurde Tereza Bábíčková in Singapur durch Ayla Ågren ersetzt.
3. ↑  Juju Noda ist japanische Staatsbürgerin startet mit einer Dänischen Rennlizenz

## Rennkalender
| Runde | Rennstrecke  | Datum       | Pole-Position   | Schnellste Runde | Sieger          |
| ----- | ------------ | ----------- | --------------- | ---------------- | --------------- |
| 1     | Miami        | 7. Mai      | Nerea Martí     | Emma Kimiläinen  | Jamie Chadwick  |
| 2     | Miami        | 8. Mai      | Jamie Chadwick  | Abbi Pulling     | Jamie Chadwick  |
| 3     | Barcelona    | 22. Mai     | Jamie Chadwick  | Jamie Chadwick   | Jamie Chadwick  |
| 4     | Silverstone  | 3. Juli     | Jamie Chadwick  | Abbi Pulling     | Jamie Chadwick  |
| 5     | Le Castellet | 24. Juli    | Jamie Chadwick  | Jamie Chadwick   | Jamie Chadwick  |
| 6     | Mogyoród     | 31. Juli    | Alice Powell    | Jamie Chadwick   | Alice Powell    |
| 7     | Singapur     | 2. Oktober  | Marta García    | Alice Powell     | Beitske Visser  |
| 8     | Austin       | 23. Oktober | Rennen abgesagt | Rennen abgesagt  | Rennen abgesagt |
| 9     | Mexiko-Stadt | 29. Oktober | Rennen abgesagt | Rennen abgesagt  | Rennen abgesagt |
| 10    | Mexiko-Stadt | 30. Oktober | Rennen abgesagt | Rennen abgesagt  | Rennen abgesagt |

Anmerkungen
1. ↑  Jamie Chadwick gewann den Pole-Position beim Le Castellet Grand Prix. Da sie jedoch die weiße Linie beim Pit-Ausgang überschritten hatte, wurde sie um zwei Startplätzen nach hinten versetzt. Vom ersten Platz startete Beitske Visser.

## Meisterschaftsergebnisse

### Punktesystem
Punkte werden an die ersten 10 klassifizierten Fahrerinnen in folgender Anzahl vergeben:
| Platz  | 1. | 2. | 3. | 4. | 5. | 6. | 7. | 8. | 9. | 10. |
| Punkte | 25 | 18 | 15 | 12 | 10 | 8  | 6  | 4  | 2  | 1   |

### Fahrerwertung
Folgende Fahrerinnen kamen in die Punktewertung:
| Platz | Fahrer            | MIA1 | MIA2 | CAT | SIL | LEC | BUD | SIN | AUS | MEX1 | MEX2 | Punkte |
| ----- | ----------------- | ---- | ---- | --- | --- | --- | --- | --- | --- | ---- | ---- | ------ |
| 1     | Jamie Chadwick    | 1    | 1    | 1   | 1   | 1   | 2   | DNF | C   | C    | C    | 143    |
| 2     | Beitske Visser    | 3    | 7    | 5   | 5   | 4   | 3   | 1   | C   | C    | C    | 93     |
| 3     | Alice Powell      | DNF  | 2    | 3   | 14  | 5   | 1   | 2   | C   | C    | C    | 86     |
| 4     | Abbi Pulling      | 4    | 6    | 2   | 3   | 9   | 5   | 6   | C   | C    | C    | 73     |
| 5     | Belén García      | 7    | 4    | 7   | 8   | 2   | 13  | 4   | C   | C    | C    | 58     |
| 6     | Marta García      | 11   | 9    | 6   | 18  | 6   | 4   | 3   | C   | C    | C    | 45     |
| 7     | Nerea Martí       | 6    | 3    | 8   | 9   | 3   | 12  | 12  | C   | C    | C    | 44     |
| 8     | Emma Kimiläinen   | 15   | 5    | 4   | 2   | 12  | DNF | 9   | C   | C    | C    | 42     |
| 9     | Jessica Hawkins   | 2    | DNF  | 11  | 6   | 10  | 14  | 5   | C   | C    | C    | 37     |
| 10    | Fabienne Wohlwend | DNF  | 11   | 9   | 4   | 7   | 6   | 8   | C   | C    | C    | 32     |
| 11    | Sarah Moore       | 8    | 8    | 10  | 10  | 8   | 7   | 7   | C   | C    | C    | 26     |
| 12    | Bruna Tomaselli   | 5    | 17   | 12  | 11  | 11  | 10  | 14  | C   | C    | C    | 11     |
| 13    | Abbie Eaton       | DNF  | 13   | 16  | 7   | DNF | 8   | 10  | C   | C    | C    | 11     |
| 14    | Bianca Bustamante | 9    | 14   | 15  | 17  | 15  | DNF | 15  | C   | C    | C    | 2      |
| 15    | Juju Noda         | 12   | 15   | 13  | 16  | 13  | 9   | DNF | C   | C    | C    | 2      |
| 16    | Chloe Chambers    | 14   | 10   | DNF | 13  | DNF | 11  | 11  | C   | C    | C    | 1      |
| 17    | Emely de Heus     | 10   | 12   | 14  | 15  | 16  | 16  | 13  | C   | C    | C    | 1      |
| 18    | Tereza Bábíčková  | 13   | 16   | 17  | 12  | 14  | 15  | INJ | C   | C    | C    | 0      |
| 19    | Ayla Ågren        |      |      |     |     |     |     | 16  | C   | C    | C    | 0      |

| Legende  | Legende            | Legende                                                          |
| Farbe    | Abkürzung          | Bedeutung                                                        |
| -------- | ------------------ | ---------------------------------------------------------------- |
| Gold     | –                  | Sieg                                                             |
| Silber   | –                  | 2. Platz                                                         |
| Bronze   | –                  | 3. Platz                                                         |
| Grün     | –                  | Platzierung in den Punkten                                       |
| Blau     | –                  | Klassifiziert außerhalb der Punkteränge                          |
| Violett  | DNF                | Rennen nicht beendet (did not finish)                            |
| Violett  | NC                 | nicht klassifiziert (not classified)                             |
| Rot      | DNQ                | nicht qualifiziert (did not qualify)                             |
| Rot      | DNPQ               | in Vorqualifikation gescheitert (did not pre-qualify)            |
| Schwarz  | DSQ                | disqualifiziert (disqualified)                                   |
| Weiß     | DNS                | nicht am Start (did not start)                                   |
| Weiß     | WD                 | zurückgezogen (withdrawn)                                        |
| Hellblau | PO                 | nur am Training teilgenommen (practiced only)                    |
| Hellblau | TD                 | Freitags-Testfahrer (test driver)                                |
| ohne     | DNP                | nicht am Training teilgenommen (did not practice)                |
| ohne     | INJ                | verletzt oder krank (injured)                                    |
| ohne     | EX                 | ausgeschlossen (excluded)                                        |
| ohne     | DNA                | nicht erschienen (did not arrive)                                |
| ohne     | C                  | Rennen abgesagt (cancelled)                                      |
| ohne     | keine WM-Teilnahme |                                                                  |
| sonstige | P/fett             | Pole-Position                                                    |
| sonstige | 1/2/3/4/5/6/7/8    | Punktplatzierung im Sprint-/Qualifikationsrennen                 |
| sonstige | SR/kursiv          | Schnellste Rennrunde                                             |
| sonstige | *                  | nicht im Ziel, aufgrund der zurückgelegten Distanz aber gewertet |
| sonstige | ()                 | Streichresultate                                                 |
| sonstige | unterstrichen      | Führender in der Gesamtwertung                                   |